# Olivier Moncelet
Olivier Guy Jacques Marie Moncelet (* 5. Dezember 1970 in Nantes) ist ein ehemaliger französischer Ruderer. Er gewann 1996 die olympische Silbermedaille im Vierer ohne Steuermann.

## Sportliche Karriere
Der 1,88 m große Olivier Moncelet belegte 1992 den zweiten Platz im Achter beim Nations Cup, einem Vorläuferwettbewerb der U23-Weltmeisterschaften. 1994 nahm er ebenfalls im Achter an den Weltmeisterschaften in der Erwachsenenklasse teil und erreichte den fünften Platz. 1995 bei den  Weltmeisterschaften in Tampere war er Vierter im Vierer ohne Steuermann.
Bei den Olympischen Spielen 1996 in Atlanta belegten die Franzosen im Vorlauf den dritten Platz hinter den Australiern und den Slowenen. Im Halbfinale siegten die Franzosen vor den Italienern und den Australiern, wobei alle drei Boote innerhalb von 0,37 Sekunden  die Ziellinie überquerten. Auch im Finale gab es einen engen Einlauf. Gold erhielten die Australier mit 0,66 Sekunden Vorsprung vor den Franzosen Bertrand Vecten, Olivier Moncelet, Daniel Fauché und Gilles Bosquet. Die drittplatzierten Briten und die Slowenen lagen weniger als eine Sekunde hinter den Franzosen.
1997 bei den Weltmeisterschaften auf dem Lac d’Aiguebelette siegten die Briten mit fast vier Sekunden Vorsprung auf die Franzosen, die in der gleichen Besetzung wie 1996 antraten. 1998 kehrte Moncelet in den Achter zurück und belegte den neunten Platz bei den Weltmeisterschaften in Köln. 1999 beim Weltcup in Luzern kam der französische Achter mit Moncelet auf den achten Platz, bei den Weltmeisterschaften 1999 in St. Catharines war Moncelet nicht dabei. Nachdem sich Moncelet nicht für die Olympischen Spiele 2000 qualifiziert hatte, nahm er mit dem Vierer mit Steuermann an den Weltmeisterschaften 2000 in den nichtolympischen Bootsklassen teil und belegte den vierten Platz. 2003 versuchte Moncelet ein Comeback und erreichte mit dem französischen Achter den vierten Platz bei den Weltmeisterschaften in Mailand. Damit hatte sich der Achter für die Olympischen Spiele 2004 qualifiziert, Moncelet war aber 2004 nicht mehr dabei.